# Echekrates
Echekrates (griechisch Ἐχεκράτης Echekrátēs) aus Phleius (* um 417 v. Chr.) war ein Philosoph aus der Schule der Pythagoreer. Er war ein Schüler des Philolaos.
Echekrates ist ein Gesprächspartner in Platons Dialog Phaidon, wo er Phaidon von Elis bittet, über den Tod des Sokrates zu berichten. Er unterbricht dann den Bericht an einer ihn besonders interessierenden Stelle, wo von der Idee die Rede ist, die Seele könne als „Harmonie“ der Körperfunktionen aufgefasst werden.
Aristoxenos, der Echekrates persönlich kannte, bezeichnete ihn als einen der letzten Pythagoreer. Ein Zweifel an seinem Pythagoreismus wurde 1974/1977 von Francesco Prontera geäußert, hat aber in der Forschung keinen Anklang gefunden. Wahrscheinlich ist er mit dem Echekrates identisch, auf den sich der Geschichtsschreiber Timaios von Tauromenion berief.